# ریچارد برانکاتیسانو
ریچارد برانکاتیسانو (انگلیسی: Richard Brancatisano؛ زادهٔ ۲۹ اکتبر ۱۹۸۳) یک موسیقی‌دان و هنرپیشه اهل استرالیا است. 
از فیلم‌ها یا برنامه‌های تلویزیونی که وی در آن نقش داشته است می‌توان به در جستجوی زندگی اشاره کرد.